# Пистолет Triple Action Thunder
Triple Action Thunder е еднозаряден пистолет  за ловни цели предназначен да стреля с патрон .50 BMG и разработен от Triple Action LLC, FFL, базиран в Логан, Юта . 
Поради високата дулна енергия на патрона (~15 000 J ) има хидравличен гасител на отката.  

## Препратки
1. ↑  .50 BMG Thunder //  Gears of Guns.   2011-05-06. Посетен на 2017-08-10.